# ألي مالوت
ألي مالوت (بالإنجليزية: Ally Malott)‏ مواليد 31 أكتوبر 1992، هي لاعبة كرة سلة أمريكية. بدأت مسيرتها الاحترافية في سنة 2015. تم اختيارها من قبل فريق واشنطن ميستيكس خلال الدرافت. يبلغ طولها 6 قدم 4 بوصة (1.9 م). لعبت مع واشنطن ميستيكس في الاتحاد الوطني لكرة السلة النسائية ونادي بوتاش الرياضي في الدوري التركي لكرة السلة للسيدات.

## روابط خارجية
- ألي مالوت على موقع الاتحاد الدولي لكرة السلة (الإنجليزية)
- ألي مالوت على موقع الاتحاد الوطني لكرة السلة النسائية (الإنجليزية)
- ألي مالوت على موقع كرة السلة الأوروبية.كوم (الإنجليزية)
- ألي مالوت على موقع كلية كرة السلة في سبورتس رفرنس.كوم (الإنجليزية)
- ألي مالوت على موقع بروبوليرز (الإنجليزية)
- ألي مالوت على موقع سبورتس رفرنس (الإنجليزية)